# Lhota pod Strání
Lhota pod Strání – część hradeckich dzielnic Třebeš oraz Moravské Předměstí, leżących w dolinie pod Wzgórzem Św. Jana.

## Geografia i przyroda

### Położenie
Lhota pod Strání jest położona na obszarze Kotliny Czeskiej, pod Wzgórzem Św. Jana w kierunku centrum miasta. Jej współrzędne geograficzne: 50° 11' 0.205" długości geograficznej wschodniej oraz 15° 50' 44.73" szerokości geograficznej północnej (krzyż i dzwonniczka słupowa).

### Hydrologia
Miejscowość leży w dorzeczu Łaby, ale nie ma większych cieków wodnych. Największym ciekiem jest bezimenny dopływ Svodnicy Zámostskiej, wypływający z lasów pod Malšovicami i uchodzący do Łaby na terenie dzielnicy Třebeš.

### Geologia
Od Wzgórza Św. Jana przeważają młodsze piętra kredy - koniak oraz santon, które w kierunku dzielnicy Třebeš, pokryte są w dużej mierze kamiennymi i kamienno-ilastymi osadami czwartorzędnymi, oraz na obszarach wokół małych cieków osadami aluwialnymi z tego samego okresu geologicznego.

### Fauna i flora
Lokalna fauna i flora składa się z typowych gatunków Europy Środkowej. Znaczną powierzchnię dziś stanowią tereny zabudowane.

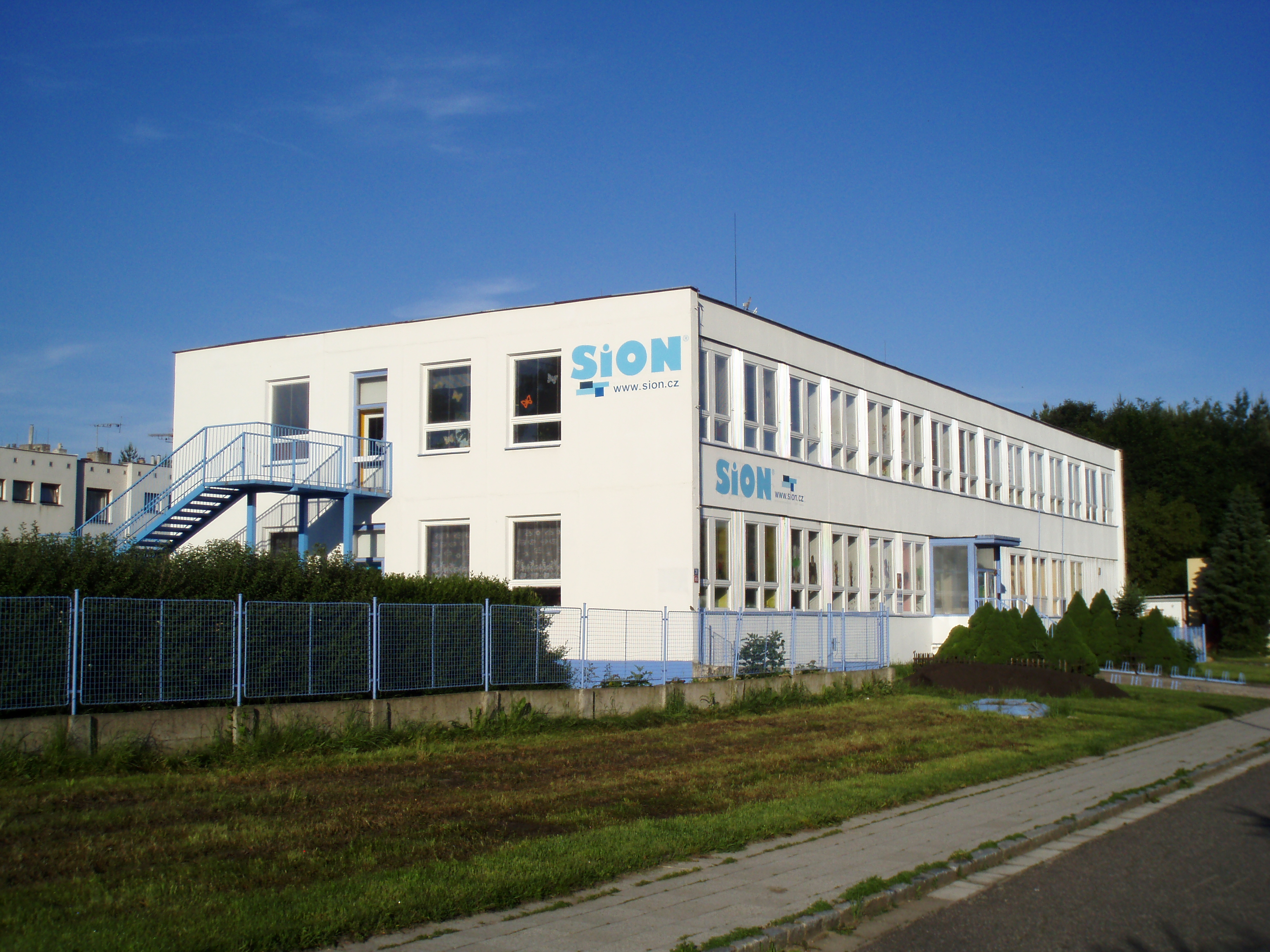
Szkoła podstawowa „Sion“ na ulicy Kyjovskiej

## Demografia

### Liczba ludności
| Rok             | 1654 | 1748 | 1833 | 1843 | 1910 |
| --------------- | ---- | ---- | ---- | ---- | ---- |
| Liczba ludności | 11   | 9    | 156  | 154  | 156  |

## Historia
Wieś była zamieszkana już w czasach prehistorycznych, o czym świadczą liczne znaleziska archeologiczne. Najczęściej znajdowano w jej okolicy neolityczne kamienne topory. We wczesnym średniowieczu znajdowała się w tym miejscu miejscowość Hrdlořezy, która została w 1395 r. przyłączona przez Wacława IV do miasta Hradca Králové. Ostatnia wzmianka o tej miejscowości pochodzi z 1451 r.
W tym czasie istniała w jej okolicy nowa miejscowość - Lhotka u Hrdlořez. W 1495 r. wybuchł konflikt pomiędzy miastem i Vojislavem z Kunčí związany z ciągłymi sporami o własność tej wsi. Spór ostatecznie zakończył się wygraną miasta, ponieważ udowodniono, że ten teren uzyskano w sposób nieuczciwy dzięki wsparciu króla Władysława.
W 1506 r. wieś nosi nazwę Lhotka, dwanaście lat później Lhota oraz w 1523 r. Lhota Hrdlová. Otrzymała tę nazwę, ponieważ w pobliżu niej znajdowała się miejska szubienica, która została zburzona dopiero 18 sierpnia 1788 r.To samo pochodzenie ma też inna późniejsza nazwa - Lhota za šibenicí, która po raz pierwszy w dokumentach występuje w 1541 r.
Na lata 1546–1547 przypada bunt miast królewskich, które sprzeciwiły się udziałowi w tłumieniu wojny ze Związkiem Szmalkaldzkim w Niemczech. Wśród nich był również Hradec Králové. Bitwa pod Muhlbergiem w 1547 r. stała się przyczyną upadku ruchu powstańczego. Majątki miasta zostały skonfiskowane i wieś została odzyskana dopiero w 1549 r.
Obecną nazwę – Lhota pod Strání – miejscowość nosiła od 1614 r. W tym czasie tutaj znajdowała się karczma mieszczanina hradeckiego Jana Jiskry ze Sobinca. Później przyszła wojna trzydziestoletnia i w 1636 r. Lhota została spalona przez wojska saskie. W wyniku tego została bardzo zniszczona i uległa wyludnieniu. Od tego czasu nosiła imię Lhota spálená. W 1654 r. nie była już zamieszkana. W drugiej połowie XVII w. nosiła nazwę Lhota Stránská. Dopiero w 1710 r. mieszkało tutaj 3 chłopów, 6 chałupników oraz 1 parobek.
Wybuch wojny o sukcesję austriacką ponownie zagroził rozwojowi miejscowości. W 1745 r. Lhota została siedzibą dowódcy wojsk austriackich Karola Lotaryńskiego oraz w 1758 r. przybyła tutaj armia pruska pod dowództwem króla Fryderyka II i założyła umocniony obóz.. W 1772 r. miejscowość została wcielona do nowo utworzonej parafii przy kościele św. Antoniego.
Wieś miała swego sołtysa. W 1795 r. został nim Václav Kotek. Jego wynagrodzenie ustalone zostało w stałej wysokości 12 zł. W 1831 r. był to Václav Mach, w 1839 r. Josef Košťál i w 1840 r. Josef Vacek. Siedem lat później Jan Dvorský poprosił o zwolnienie ze stanowiska sołtysa. Ale nikt nie wyrażał najmniejszego zainteresowania tym stanowiskiem. Dlatego ta funkcja została przekazana w ręce Jana Pochyby, sołtysa novohradeckiego. W 1848 r. zasiadał jako sołtys Josef Pešek.

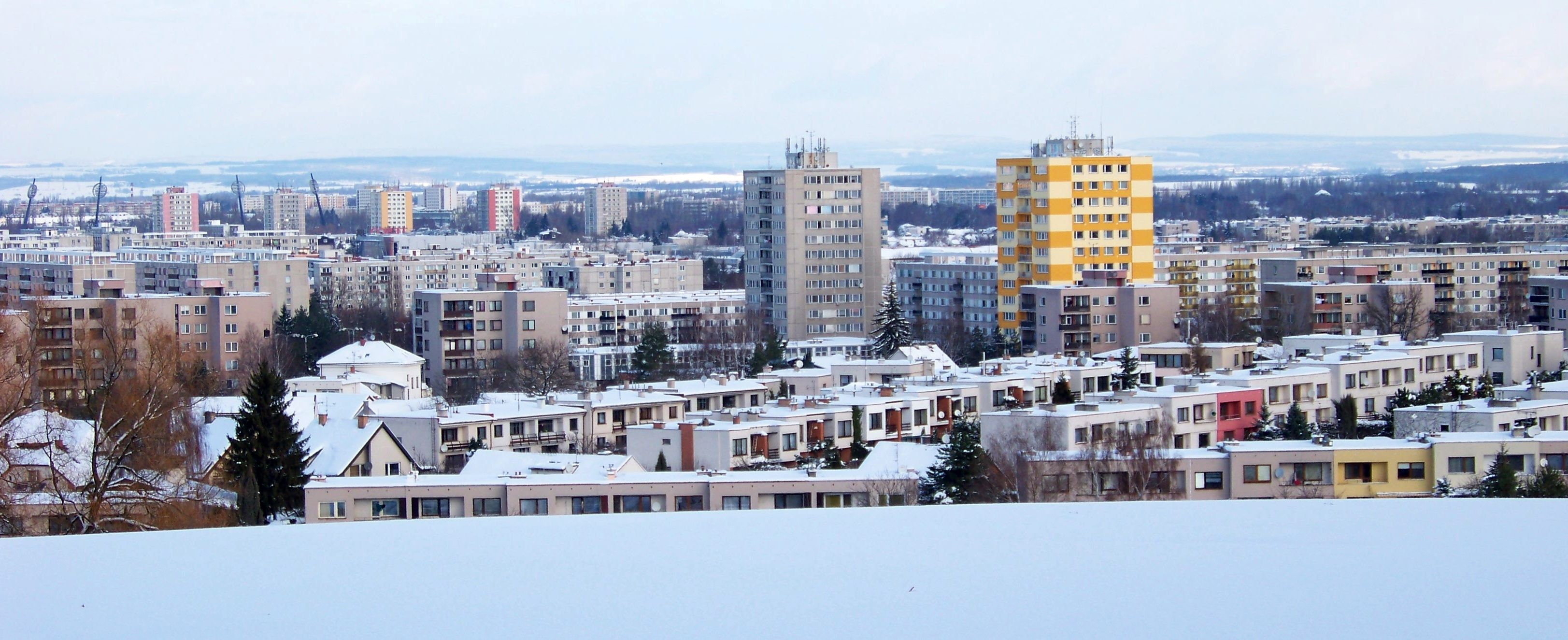
Moravské Předměstí

W 1842 r. Jan Hanke zbudował mały młyn, który był zależny od źródła Rozárka na Wzgórzu Św. Jana i w 1855 r. został rozebrany, a pozostała tylko jego przybudowa domowa. Siedem lat później Lhota przestała być podporządkowana miastu Hradec Králové. Wraz z miejscowościami Třebeš i Kopec Sv. Jana została stworzona wspólna gmina polityczna oraz katastralna. Lhota została jej osiedlem i w jej ramach pozostała do momentu połączenia z miastem Hradec Králové. W 1940 r. osiedle dostało od miasta nowy wóz strażacki. Kilka lat później (po 1950 r.) osiedle zniknęło w związku z budową nowego zespołu mieszkaniowego Moravské Předměstí, z którego powstała nowa dzielnica miasta. 

## Zabytki
- Krzyż z piaskowca z 1857 r.
- Dzwonniczka z dzwonkiem z 1919 r.